# گربه‌ماهی هیزمی
گربه‌ماهی هیزمی (نام علمی: Sorubimichthys planiceps) نام یک گونه از تیره گربه‌ماهی‌های ریش‌دراز است.

## همچنین ببینید
- لیست گونه های ماهی آکواریومی آب شیرین